# Berliner Badmintonmeisterschaft
Berliner Badmintonmeisterschaften wurden seit der Saison 1957/1958 ausgetragen. Sie stellten in den ersten Jahren die zweithöchste Meisterschaftsebene im Badminton in Deutschland dar und waren die direkte Qualifikation für die deutschen Meisterschaften. Mit der Einführung der Norddeutschen Badmintonmeisterschaften in der Saison 1961/62 wurden die Titelkämpfe um eine Ebene tiefergestellt. Mit der Verschmelzung der beiden Landesverbände Berlin und Brandenburg am 1. Januar 2005 wurde auch eine neue, gemeinsame Berlin-Brandenburg-Meisterschaft ins Leben gerufen.

## Titelträger
| Saison    | Herreneinzel                               | Dameneinzel                                 | Herrendoppel                                                                     | Damendoppel                                                                   | Mixed                                                                             |
| --------- | ------------------------------------------ | ------------------------------------------- | -------------------------------------------------------------------------------- | ----------------------------------------------------------------------------- | --------------------------------------------------------------------------------- |
| 1957 1958 | Kurt Frömel (Turngemeinde in Berlin)       | Christel Psarski (Turngemeinde in Berlin)   | Josef Stiller (BSC Rehberge) Schiefelbein (BSC Rehberge)                         | Christel Psarski (BSC Rehberge 1945) Christa Schiefelbein (BSC Rehberge)      | Kurt Frömel (Turngemeinde in Berlin) Christel Psarski (Turngemeinde in Berlin)    |
| 1958 1959 | Kurt Frömel (BSC Rehberge)                 | Christel Psarski (BSC Rehberge)             | Josef Stiller (BSC Rehberge) Karl Labahn (BSC Rehberge)                          | Christel Psarski (BSC Rehberge) Hella Reichelt (BSC Rehberge)                 | Kurt Frömel (BSC Rehberge) Christel Psarski (BSC Rehberge)                        |
| 1959 1960 | Gunther Rathgeber (SV Berliner Bären)      | Christel Psarski (BSC Rehberge)             | Gunther Rathgeber (SV Berliner Bären) Jürgen Kaun (SV Berliner Bären)            | Christel Psarski (BSC Rehberge) Hella Reichelt (BSC Rehberge)                 | Manfred Hellwig (BSC Rehberge) Christel Psarski (BSC Rehberge)                    |
| 1960 1961 | unbekannt (Verein unbekannt)               | Christel Bowitz (BSC Rehberge)              | Gunther Rathgeber (BSC Rehberge) Horst Klinger (BSC Rehberge)                    | Christel Bowitz (BSC Rehberge) Rosemarie Przybyl (BSC Rehberge)               | Gunther Rathgeber (BSC Rehberge) Helma Friese (BSC Rehberge)                      |
| 1961 1962 | Horst Klinger (BSC Rehberge)               | Christel Bowitz (BSC Rehberge)              | Horst Klinger (BSC Rehberge) Manfred Hellwig (BSC Rehberge)                      | Christel Bowitz (BSC Rehberge) Rosemarie Przybyl (BSC Rehberge)               | Manfred Sadewater (BSC Rehberge) Christel Bowitz (BSC Rehberge)                   |
| 1962 1963 | Detlef Eggers (BC Tempelhof)               | Christel Simon (BSC Rehberge)               | Horst Klinger (BSC Rehberge) Manfred Hellwig (BSC Rehberge)                      | Christel Simon (BSC Rehberge) Rosemarie Przybyl (BSC Rehberge)                | Manfred Sadewater (BSC Rehberge) Christel Simon (BSC Rehberge)                    |
| 1963 1964 | Gunther Rathgeber (BSC Rehberge)           | Karin Jacobs (Verein unbekannt)             | Detlef Eggers (BC Tempelhof) Gerhard Senk (Verein unbekannt)                     | Renate Leibel (BC Tempelhof) Dagmar Münch (BSC Rehberge)                      | Gunther Rathgeber (BSC Rehberge) Christiane Fuchs (Verein unbekannt)              |
| 1964 1965 | Gunther Rathgeber (BSC Rehberge)           | Christel Simon (BSC Rehberge)               | Gunther Rathgeber (BSC Rehberge) Jürgen de Haas (BSC Rehberge)                   | Hannelore Trogisch (BSC Rehberge) Christel Simon (BSC Rehberge)               | Manfred Hellwig (BSC Rehberge) Hannelore Trogisch (BSC Rehberge)                  |
| 1965 1966 | Horst Klinger (BSC Rehberge)               | Ursula Puruckherr (BSC Rehberge)            | Gunther Rathgeber (BSC Rehberge) Jürgen de Haas (BSC Rehberge)                   | Rosemarie Przybyl (BSC Rehberge) Helma Friese (BSC Rehberge)                  | Jürgen de Haas (BSC Rehberge) Dagmar Münch (BSC Rehberge)                         |
| 1966 1967 | Armin Munzlinger (SV Helios Berlin)        | Ursula Puruckherr (BSC Rehberge)            | Gunther Rathgeber (BSC Rehberge) Jürgen de Haas (BSC Rehberge)                   | Ursula Puruckherr (BSC Rehberge) Helma Friese (BSC Rehberge)                  | Jürgen de Haas (BSC Rehberge) Christel Simon (BSC Rehberge)                       |
| 1967 1968 | Jürgen de Haas (BSC Rehberge)              | Ursula Puruckherr (BSC Rehberge)            | Gunther Rathgeber (BSC Rehberge) Jürgen de Haas (BSC Rehberge)                   | Ursula Puruckherr (BSC Rehberge) Helma Friese (BSC Rehberge)                  | Gunther Rathgeber (BSC Rehberge) Helma Friese (BSC Rehberge)                      |
| 1968 1969 | Jürgen de Haas (BSC Rehberge)              | Ursula Puruckherr (BSC Rehberge)            | Gunther Rathgeber (BSC Rehberge) Jürgen de Haas (BSC Rehberge)                   | Ursula Puruckherr (BSC Rehberge) Helma Friese (BSC Rehberge)                  | Gunther Rathgeber (BSC Rehberge) Helma Friese (BSC Rehberge)                      |
| 1969 1970 | Jürgen de Haas (BSC Rehberge)              | Ursula Puruckherr (BSC Rehberge)            | Gunther Rathgeber (BSC Rehberge) Jürgen de Haas (BSC Rehberge)                   | Renate Hellwig (BSC Rehberge) Ursula Sauerbier (Verein unbekannt)             | Manfred Hellwig (BSC Rehberge) Renate Hellwig (BSC Rehberge)                      |
| 1970 1971 | Detlef Eggers (BC Tempelhof)               | Ursula Puruckherr (SV Helios Berlin)        | Detlef Eggers (BC Tempelhof) Michael Fuchs (BC Tempelhof)                        | Renate Hellwig (SV Helios Berlin) Vera Mahlitz (Verein unbekannt)             | Manfred Hellwig (SV Helios Berlin) Renate Hellwig (SV Helios Berlin)              |
| 1971 1972 | Gunther Rathgeber (SV Helios Berlin)       | Ursula Puruckherr (SV Helios Berlin)        | Jürgen Sadewater (SV Helios Berlin) Manfred Hellwig (SV Helios Berlin)           | Renate Hellwig (SV Helios Berlin) Ursula Puruckherr (SV Helios Berlin)        | Manfred Hellwig (SV Helios Berlin) Renate Hellwig (SV Helios Berlin)              |
| 1972 1973 | Detlef Eggers (BC Tempelhof)               | Rita Werner (SV Helios Berlin)              | Gunther Rathgeber (SV Helios Berlin) Jürgen de Haas (SV Helios Berlin)           | Rita Werner (SV Helios Berlin) Ursula Puruckherr (SV Helios Berlin)           | Jürgen Sadewater (SV Helios Berlin) Rita Werner (SV Helios Berlin)                |
| 1973 1974 | Wolf-Rüdiger Naussed (SV Berliner Bären)   | Carola Sattler (Verein unbekannt)           | Wolf-Rüdiger Naussed (SV Berliner Bären) Jürgen Koleczko (SV Berliner Bären)     | Jutta Schiller (SV Berliner Bären) Marlies Thomas (SV Berliner Bären)         | Wolf-Rüdiger Naussed (SV Berliner Bären) Marlies Thomas (SV Berliner Bären)       |
| 1974 1975 | Detlef Eggers (BC Tempelhof)               | Rita Rathgeber (SV Helios Berlin)           | Hans-Joachim Seidel (SV Helios Berlin) Jürgen Sadewater (SV Helios Berlin)       | Rita Rathgeber (SV Helios Berlin) Dagmar Freimark (SV Berliner Bären)         | Jürgen Sadewater (SV Helios Berlin) Rita Rathgeber (SV Helios Berlin)             |
| 1975 1976 | Hans-Joachim Seidel (SV Helios Berlin)     | Jutta Schnelle (SV Helios Berlin)           | Hans-Joachim Seidel (SV Helios Berlin) Jürgen Sadewater (SV Helios Berlin)       | Rita Rathgeber (SV Helios Berlin) Jutta Schnelle (SV Helios Berlin)           | Jürgen Sadewater (SV Helios Berlin) Dagmar Freimark (SV Berliner Bären)           |
| 1976 1977 | Jürgen Koleczko (BSC Eintracht Südring)    | Rita Rathgeber (SV Helios Berlin)           | Hans-Joachim Seidel (SV Helios Berlin) Jürgen Sadewater (SV Helios Berlin)       | Jutta Schiller (SV Helios Berlin) Jutta Schnelle (SV Helios Berlin)           | Jürgen Koleczko (BSC Eintracht Südring) Jutta Schiller (SV Helios Berlin)         |
| 1977 1978 | Jürgen Koleczko (BSC Eintracht Südring)    | Rita Rathgeber (SV Helios Berlin)           | Jürgen Koleczko (BSC Eintracht Südring) Peter Haase (BSC Eintracht Südring)      | Gisela Eckstein (SV Berliner Bären) Marlies Thomas (SV Berliner Bären)        | Jürgen Koleczko (BSC Eintracht Südring) Jutta Schiller (SV Berliner Bären)        |
| 1978 1979 | Wolf-Rüdiger Naussed (SV Berliner Bären)   | Carola Sattler (BSC Eintracht Südring)      | Jürgen Koleczko (BSC Eintracht Südring) Peter Haase (BSC Eintracht Südring)      | Rita Rathgeber (SC Siemensstadt) Jutta Schiller (SV Berliner Bären)           | Jürgen Koleczko (BSC Eintracht Südring) Jutta Schiller (SV Berliner Bären)        |
| 1979 1980 | Lutz Hoffmann (VfL Berliner Lehrer)        | Rita Rathgeber (SC Siemensstadt)            | Wolf-Rüdiger Naussed (SV Berliner Bären) W. Yasahardja (Verein unbekannt)        | Gaby Meinzinger (Verein unbekannt) Carola Sattler (BSC Eintracht Südring)     | Jürgen Koleczko (BSC Eintracht Südring) Jutta Schiller (SV Berliner Bären)        |
| 1980 1981 | Lutz Hoffmann (VfL Berliner Lehrer)        | Rita Rathgeber (SC Siemensstadt)            | unbekannt (Verein unbekannt)                                                     | unbekannt (Verein unbekannt)                                                  | unbekannt (Verein unbekannt)                                                      |
| 1981 1982 | Lutz Hoffmann (VfL Berliner Lehrer)        | unbekannt (Verein unbekannt)                | unbekannt (Verein unbekannt)                                                     | unbekannt (Verein unbekannt)                                                  | unbekannt (Verein unbekannt)                                                      |
| 1982 1983 | Lutz Hoffmann (VfL Berliner Lehrer)        | Rita Rathgeber (SC Siemensstadt)            | Jörg Raupach (VfL Berliner Lehrer) unbekannt (Verein unbekannt)                  | Gabriele Sadewater (VfL Berliner Lehrer) unbekannt (Verein unbekannt)         | Jürgen Koleczko (BSC Eintracht Südring) Rita Rathgeber (SC Siemensstadt)          |
| 1983 1984 | Ralf Reinhard (BSC Eintracht Südring)      | Gabriele Sadewater (Berliner LZ)            | Wolf-Rüdiger Naussed (SV Berliner Bären) W. Yasahardja (Verein unbekannt)        | Gabriele Sadewater (Berliner LZ) Carola Sattler (BSC Eintracht Südring)       | Jürgen Koleczko (BSC Eintracht Südring) Rita Rathgeber (SC Siemensstadt)          |
| 1984 1985 | Harald Rahn (BSC Eintracht Südring)        | Elke Schrick (BSC Eintracht Südring)        | Harald Rahn (BSC Eintracht Südring) Ralf Reinhard (BSC Eintracht Südring)        | Elke Schrick (BSC Eintracht Südring) Ingrid Morsch (BSC Eintracht Südring)    | Ralf Reinhard (BSC Eintracht Südring) Ingrid Morsch (BSC Eintracht Südring)       |
| 1985 1986 | Ralf Reinhard (BSC Eintracht Südring)      | Gabriele Splett (BSC Eintracht Südring)     | Wolf-Rüdiger Naussed (SV Berliner Bären) Jörg Raupach (VfL Berliner Lehrer)      | Gabriele Splett (BSC Eintracht Südring) Ingrid Morsch (BSC Eintracht Südring) | Ralf Reinhard (BSC Eintracht Südring) Ingrid Morsch (BSC Eintracht Südring)       |
| 1986 1987 | Ralf Reinhard (BSC Eintracht Südring)      | Katrin Kuhn (VfL Berliner Lehrer)           | Thomas König (BSC Eintracht Südring) Jörg Raupach (VfL Berliner Lehrer)          | Sabine Zins (BC Neukölln) Petra Hügen (BC Neukölln)                           | Ralf Reinhard (BSC Eintracht Südring) Sabine Thiede (TuS Lichterfelde)            |
| 1987 1988 | Thomas König (BSC Eintracht Südring)       | Gabriele Sadewater (VfL Berliner Lehrer)    | Thomas König (BSC Eintracht Südring) Jörg Raupach (VfL Berliner Lehrer)          | Gabriele Sadewater (VfL Berliner Lehrer) Darja Richter (VfL Berliner Lehrer)  | Claus Gallas (VfL Berliner Lehrer) Gabriele Sadewater (VfL Berliner Lehrer)       |
| 1988 1989 | Thomas König (BSC Eintracht Südring)       | Heidi Krickhaus (BSC Eintracht Südring)     | Thomas König (BSC Eintracht Südring) Jörg Raupach (VfL Berliner Lehrer)          | Heidi Krickhaus (BSC Eintracht Südring) Gabi Schrick (BSC Eintracht Südring)  | Harald Rahn (BSC Eintracht Südring) Heidi Krickhaus (BSC Eintracht Südring)       |
| 1989 1990 | Thomas König (BSC Eintracht Südring)       | Heidi Krickhaus (BSC Eintracht Südring)     | Roland Kapps (BSC Eintracht Südring) Stephan Kapps (BSC Eintracht Südring)       | Heidi Krickhaus (BSC Eintracht Südring) Ulrike Scheunemann (EBT Berlin)       | Roland Kapps (BSC Eintracht Südring) Katrin Kuhn (VfL Berliner Lehrer)            |
| 1990 1991 | Henner Sudfeld (BSC Eintracht Südring)     | Petra Tobien (EBT Berlin)                   | Roland Kapps (BSC Eintracht Südring) Stephan Kapps (BSC Eintracht Südring)       | Heidi Krickhaus (BSC Eintracht Südring) Petra Tobien (EBT Berlin)             | Ralf Reinhard (BSC Eintracht Südring) Heidi Krickhaus (BSC Eintracht Südring)     |
| 1991 1992 | Roland Kapps (BSC Eintracht Südring)       | Stefanie Westermann (BSC Eintracht Südring) | Roland Kapps (BSC Eintracht Südring) Stephan Kapps (BSC Eintracht Südring)       | Stefanie Westermann (BSC Eintracht Südring) Katrin Kuhn (VfL Berliner Lehrer) | Stephan Kapps (BSC Eintracht Südring) Stefanie Westermann (BSC Eintracht Südring) |
| 1992 1993 | Franz-Josef-Müller (BSC Eintracht Südring) | Katrin Kuhn (VfL Berliner Lehrer)           | Roland Kapps (BSC Eintracht Südring) Stephan Kapps (BSC Eintracht Südring)       | Katrin Kuhn (VfL Berliner Lehrer) Petra Tobien (BSC Eintracht Südring)        | Roland Kapps (BSC Eintracht Südring) Katrin Kuhn (VfL Berliner Lehrer)            |
| 1993 1994 | Bernd Schwitzgebel (BSC Eintracht Südring) | Viola Rathgeber (SC Siemensstadt)           | Bernd Schwitzgebel (BSC Eintracht Südring) Stephan Kapps (BSC Eintracht Südring) | Katrin Kuhn (VfL Berliner Lehrer) Petra Tobien (BSC Eintracht Südring)        | Stephan Kapps (BSC Eintracht Südring) Stefanie Westermann (BSC Eintracht Südring) |
| 1994 1995 | Bram Fernardin (ASC Spandau)               | Viola Rathgeber (BSC Eintracht Südring)     | Roland Kapps (BSC Eintracht Südring) Stephan Kapps (BSC Eintracht Südring)       | Viola Rathgeber (BSC Eintracht Südring) Anja Weber (VfL Berliner Lehrer)      | Kai Abraham (BSC Eintracht Südring) Heidi Bender (BSC Eintracht Südring)          |
| 1995 1996 | Bram Fernardin (ASC Spandau)               | Kirsten Sprang (BSC Eintracht Südring)      | Roland Kapps (BSC Eintracht Südring) Stephan Kapps (BSC Eintracht Südring)       | Kirsten Sprang (BSC Eintracht Südring) Anja Weber (VfL Berliner Lehrer)       | Stefan Frey (BSC Eintracht Südring) Heidi Bender (BSC Eintracht Südring)          |
| 1996 1997 | Bram Fernardin (BSC Eintracht Südring)     | Jeanette Ottrembka (VfL Berliner Lehrer)    | Christian Schwab (VfL Berliner Lehrer) Ramon Garcia (VfL Berliner Lehrer)        | Stefanie Westermann (Berliner SC) Anja Weber (BSC Eintracht Südring)          | Sebastian Ottrembka (VfL Berliner Lehrer) Anja Weber (BSC Eintracht Südring)      |
| 1997 1998 | Bram Fernardin (BC Eintracht Südring)      | Anja Weber (BC Eintracht Südring)           | Frank Wernicke (VfL Berliner Lehrer) Torsten Ost (BC Eintracht Südring)          | Stefanie Westermann (Berliner SC) Anja Weber (BC Eintracht Südring)           | Roland Kapps (Berliner SC) Stefanie Westermann (Berliner SC)                      |
| 1998 1999 | Bram Fernardin (BC Eintracht Südring)      | Anja Weber (BC Eintracht Südring)           | Bram Fernardin (BC Eintracht Südring) Sven Schüler (Berliner SC)                 | Stefanie Westermann (Berliner SC) Anja Weber (BC Eintracht Südring)           | Bram Fernardin (BC Eintracht Südring) Petra Tobien (BC Eintracht Südring)         |
| 1999 2000 | Bram Fernardin (BC Eintracht Südring)      | Anja Weber (BC Eintracht Südring)           | Bram Fernardin (BC Eintracht Südring) Sven Schüler (Berliner SC)                 | Stefanie Westermann (Berliner SC) Anja Weber (BC Eintracht Südring)           | Roland Kapps (Berliner SC) Stefanie Westermann (Berliner SC)                      |
| 2000 2001 | Bram Fernardin (BC Eintracht Südring)      | Anja Weber (BC Eintracht Südring)           | Roland Kapps (BC Eintracht Südring) Stephan Kapps (BC Eintracht Südring)         | Annika Behnisch (BC Eintracht Südring) Anja Weber (BC Eintracht Südring)      | Roland Kapps (BC Eintracht Südring) Anja Weber (BC Eintracht Südring)             |
| 2001 2002 | Bram Fernardin (BC Eintracht Südring)      | Anja Weber (BC Eintracht Südring)           | Frank Wernicke (VfL Berliner Lehrer) Torsten Ost (BC Eintracht Südring)          | Annika Behnisch (BC Eintracht Südring) Anja Weber (BC Eintracht Südring)      | Roland Kapps (BC Eintracht Südring) Anja Weber (BC Eintracht Südring)             |
| 2002 2003 | Bram Fernardin (BC Eintracht Südring)      | Anja Weber (BC Eintracht Südring)           | Frank Wernicke (BC Eintracht Südring) Torsten Ost (BC Eintracht Südring)         | Katharina Bürger (VfL Berliner Lehrer) Anja Weber (BC Eintracht Südring)      | Roland Kapps (BC Eintracht Südring) Anja Weber (BC Eintracht Südring)             |
| 2003 2004 | Alexander Berndt (BC Tempelhof)            | Monja Bölter (EBT Berlin)                   | Roland Kapps (BC Eintracht Südring) Stephan Kapps (BC Eintracht Südring)         | Monja Bölter (EBT Berlin) Anja Weber (BC Eintracht Südring)                   | Roland Kapps (BC Eintracht Südring) Anja Weber (BC Eintracht Südring)             |
| 2004 2005 | Andreas Kämmer (BC Eintracht Südring)      | Monja Bölter (EBT Berlin)                   | Andreas Kämmer (BC Eintracht Südring) Fabian Zilm (EBT Berlin)                   | Anne Reiter (EBT Berlin) Monja Bölter (EBT Berlin)                            | Roland Kapps (BC Eintracht Südring) Thérèse Nawrath (BC Eintracht Südring)        |